# Wysokie (gromada w powiecie zamojskim)
Wysokie – dawna gromada, czyli najmniejsza jednostka podziału terytorialnego Polskiej Rzeczypospolitej Ludowej w latach 1954–1972.
Gromady, z gromadzkimi radami narodowymi (GRN) jako organami władzy najniższego stopnia na wsi, funkcjonowały od reformy reorganizującej administrację wiejską przeprowadzonej jesienią 1954 do momentu ich zniesienia z dniem 1 stycznia 1973, tym samym wypierając organizację gminną w latach 1954–1972.
Gromadę Wysokie z siedzibą GRN w Wysokiem utworzono – jako jedną z 8759 gromad na obszarze Polski – w powiecie zamojskim w woj. lubelskim na mocy uchwały nr 18 WRN w Lublinie z dnia 5 października 1954. W skład jednostki weszły obszary dotychczasowych gromad Wysokie, Bortatycze kol., Bortatycze wieś i Siedliska ze zniesionej gminy Wysokie oraz obszar dotychczasowej gromady Hyża ze zniesionej gminy Nowa Osada w tymże powiecie. Dla gromady ustalono 21 członków gromadzkiej rady narodowej.
1 stycznia 1962 do gromady Wysokie włączono wsie Białobrzegi, Wólka Złojecka i Zarudzie ze zniesionej gromady Białobrzegi w tymże powiecie.
1 lipca 1965 z gromady Wysokie wyłączono część kolonii Siedliska o obszarze 255 ha, włączając je do gromady Zawada w tymże powiecie.
1 stycznia 1969 do gromady Wysokie włączono obszar zniesionej gromady Sitaniec w tymże powiecie; równocześnie z gromady Wysokie wyłączono: a) wsie Zarudzie i Wólka Złojecka, włączając je do gromady Krzak; oraz b) wieś Siedliska, włączając ją do gromady Zawada w tymże powiecie.
Gromada przetrwała do końca 1972 roku, czyli do kolejnej reformy gminnej. 1 stycznia 1973 w powiecie zamojskim reaktywowano gminę Wysokie.